# 365 dni (film)

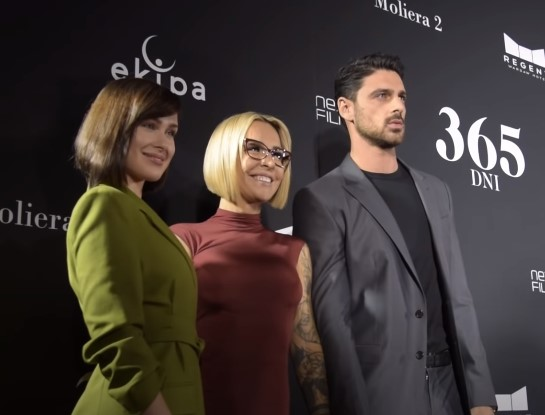
Anna Maria Sieklucka, Blanka Lipińska i Michele Morrone

365 dni (ang. 365 days) – polski fabularny film erotyczny z 2020 w reżyserii Barbary Białowąs i Tomasza Mandesa; scenariusz do filmu na podstawie powieści 365 dni (2018) Blanki Lipińskiej napisał Tomasz Klimala; film zdobył Złotą Malinę (2021) w kategorii „Najgorszy scenariusz”.

## Opis
W głównych rolach wystąpili Anna-Maria Sieklucka jako Laura Biel oraz Michele Morrone jako Don Massimo Torricelli. Ekranizacja otrzymała również promujący ją singiel „Feel It”, w wykonaniu głównego bohatera. Do filmu Michele Morrone nagrał także album studyjny pod tytułem Dark Room.
Film, mający premierę 7 lutego 2020, w szybkim tempie zyskał na popularności – w tydzień od premiery obejrzało go ponad milion widzów. Ostatecznie był najczęściej oglądaną polską produkcją w kinach w 2020, za co został nagrodzony Bursztynowymi Lwami podczas 45. FPFF w Gdyni. 7 czerwca 2020 miał międzynarodową premierę na platformie Netflix i był najpopularniejszym filmem na tej platformie w 2020.
Kontynuacją jest film 365 dni: Ten dzień, który miał mieć premierę 12 lutego 2021 roku, jednak z powodu pandemii COVID-19 datę premiery przeniesiono na 2022 rok. Ostatecznie premiera miała miejsce na Netflixie 27 kwietnia 2022. W tym samym roku, 19 sierpnia na platformie ukazała się trzecia część filmu zatytułowana Kolejne 365 dni. 

## Fabuła
Laura Biel, dyrektorka sprzedaży w luksusowym hotelu, wraz ze swoim chłopakiem Martinem i dwojgiem przyjaciół wyjeżdża na wakacje na Sycylię. W dzień swoich 29. urodzin zostaje uprowadzona przez szefa sycylijskiej rodziny mafijnej, Massimo Toricelliego, który daje jej 365 dni na to, aby go pokochała i z nim została.

## Obsada
- Anna-Maria Sieklucka jako Laura Biel
- Michele Morrone jako Don Massimo Torricelli
- Bronisław Wrocławski jako Mario
- Otar Saralidze jako Domenico
- Magdalena Lamparska jako Olga
- Natasza Urbańska jako Anna
- Grażyna Szapołowska jako mama Laury
- Tomasz Stockinger jako ojciec Laury
- Gianni Parisi jako ojciec Massimo
- Mateusz Łasowski jako Martin
- Andrea Batti jako zdrajca Alfredo
- Natalia Janoszek jako Karolina
- Łukasz Choroń jako Michał
- Sandra Majka jako Weronika
- Dawid Baran jako adorator Olgi
- Tomasz Mandes jako kuzyn Massimo[12]

## Produkcja
Zdjęcia kręcono w Polsce i we Włoszech w następujących lokacjach:
- Warszawa;
- Kraków i Niepołomice;
- prowincja Bari (Mola di Bari, Monopoli, Polignano a Mare);
- prowincja Brindisi (Brindisi, Carovigno, Ostuni, San Pancrazio Salentino);
- prowincja Imperia (San Remo);
- prowincja Lecce (Lecce, Salice Salentino);
- prowincja Neapol (Castellammare di Stabia);
- prowincja Salerno (Furore)[13][14][15].

## Odbiór filmu
Film został negatywnie odebrany przez krytyków. Na portalu Rotten Tomatoes film otrzymał 0% na podstawie 16 opinii, ze średnią oceną 1,9/10 punktów. Ponadto opublikowano w internecie petycje skierowane do Netfliksa o usunięcie filmu z platformy. Na portalu Filmweb, trzy filmy z serii 365 dni otrzymały od użytkowników serwisu do grudnia 2024 roku noty 3,5/10, 2,0/10 oraz 2,3/10.   
Jessica Kiang w recenzji dla Variety opisała 365 dni jako "całkowicie okropny i politycznie nie do przyjęcia”. Natomiast Taylor Andrews na łamach Cosmopolitana nazwał film “najgorszą rzeczą, jaką kiedykolwiek widziała”.
Swojego oburzenia nie kryła także Duffy. Piosenkarka napisała list otwarty do dyrektora generalnego Netfliksa Reeda Hastingsa, w którym skrytykowała film za gloryfikowanie przemocy seksualnej. Wcześniej wokalistka ujawniła, że sama została porwana i zgwałcona, przez co poczuła się dotknięta ekranizacją powieści Blanki Lipińskiej. Artystka stwierdziła, że bulwersująca tematyka filmu “nie powinna być niczyim pomysłem na rozrywkę, oraz że nie powinno być to w ten sposób opisywane ani komercjalizowane”.
W 2021 film zdobył sześć nominacji do antynagrody Złotej Maliny – za najgorszy film, najgorszą reżyserię, najgorszego aktora, najgorszą aktorkę, najgorszy scenariusz i najgorszy plagiat (pierwowzorem było tu Pięćdziesiąt twarzy Greya). Ostatecznie film zdobył jedną Złotą Malinę – za najgorszy scenariusz. Zdobył również 3 Węże przyznawane najgorszym polskich filmom roku za najgorszy film, a dodatkowo za scenariusz i duet na ekranie (Anna Maria Sieklucka i Michele Morrone).